# Anžujsko kraljestvo
Anžujsko ali Anžuvinsko kraljestvo je ime za imperij, ki ga je ustvaril angleški kralj Henrik II. iz rodbine Anžu - Plantagenet na ozemlju, ki je zavzemalo Anglijo in velik del zahodne Francije (Normandija, Bretanija, grofije ob Loari in  Akvitanija z Gaskonjo).
Kraljestvu sta za njim vladala še Rihard I. Levjesrčni in Ivan brez zemlje. Obstajalo je v letih od 1154 do 1204/06. Ime je dobilo po glavnem mestu Angers, kjer je imel Henrik II. svoj sedež. 
Zgodovinska osnova kraljestva je bilo normansko kraljestvo, ki je od 1066 združevalo dele Anglije in Francije. Francoski kralji so ves čas ostali najvišji fevdni gospodje francoskega ozemlja. Francoski kralj Filip II. si je večji del tega ozemlja priboril nazaj in s tem razbil  anžujsko kraljestvo. Za ozemlje na francoskih tleh so se Francozi in Angleži bojevali še naslednjih sto let.